# Szagan (jezioro)
Szagan (Czagan, Bałapan; kaz. Шаған бөгені, Szagan bögeny) – jezioro w północno-wschodnim Kazachstanie powstałe w wyniku testu atomowego Czagan 15 stycznia 1965. Zajmuje powierzchnię 5,92 km² i ma objętość 19,1 milionów m³. Wypełnia je woda, która napłynęła okresową rzeką Szagan; ze względu na skażenie gruntu, woda jeziora zawiera znaczne ilości rozpuszczonych radionuklidów (około stukrotnie więcej niż pozwalają normy bezpieczeństwa dla wody pitnej).